# Kort & Dokumentar Filmskolen
Kort & Dokumentar Filmskolen er en privat filmskole, der siden 1999 har udbudt kurser og efteruddannelse på alle niveauer indenfor filmområdet. Skolen henvender sig derfor både til nybegyndere, øvede og professionelle branchefolk, som bruger skolen som efteruddannelsessted.
F. eks varetager Kort & Dokumentar Filmskolen nu bl.a. Sveriges Tv efteruddannelse, TV 2 samt Dansk Journalistforbund og Reklamebranchens brancheorganisation.
Skolen udbyder både kortere og længere kurser indenfor områderne: instruktion, klipning, lyddesign til film, kamera, dokumentar og manuskript.
Skolen har en stor succesrate når det gælder elevernes videre fremtid. En del er gået videre til Den Danske Filmskole eller har skabt sig en karriere i branchen i både ind- og udland på anden vis. Særligt skolens manuskripthold har nydt stor succes i filmbranchen, da flere elever herfra har skaffet sig kontrakter på spillefilm efter at have fuldført skolens store manuskriptkursus.
Skolens undervisningskoncept er at kombinere teori og praksis på en sådan måde, at alt hvad der undervises i teoretisk, også bliver afprøvet i praksis. Dette kombineret med den personlige vejledning af den individuelle kursist af professionelle, har gjort skolens niveau særdeles velrenomeret af branchefolk. F. eks beskriver en af skolens mange kursister, skuespiller Søren Pilmark, skolen som et ”lærerigt åndehul”

## Ekstern reference
- Kort & Dokumentar Filmskolens hjemmeside Arkiveret 5. december 2011 hos  Wayback Machine

| Skole | Spire Denne artikel om en skole, en uddannelsesinstitution eller uddannelse er en spire som bør udbygges. Du er velkommen til at hjælpe Wikipedia ved at udvide den. |

|  | Denne artikel er mærket geografiske koordinater mangler og der er defineret et hovedkvarter Pt. kan skabelonen, som sættes denne besked, ikke håndtere geografiske koordinater på et hovedkvarter. Men der arbejdes på sagen. Du kan hjælpe ved at indsætte koordinater i wikidata. |